# تسرب الكريات البيضاء

تسرب خلايا متعادلة من الوعاء الدموي إلى موقع الإصابة أو العدوى.

تسرب كريات الدم البيضاء (بالإنجليزية: Leukocyte extravasation)‏ هو حركة خلايا الدم البيضاء من الجهاز الدوري إلى موقع التلف النسيجي أو العدوى. وتشكل هذه العملية جزء من المناعة الفطرية، حيث من خلالها يتم توظيف كريات الدم البيضاء غير المتخصصة. كما أن الخلايا الوحيدة تقوم بهذه العملية أثناء تطورها إلى بلاعم من دون وجود التهاب.

## نظرة عامة

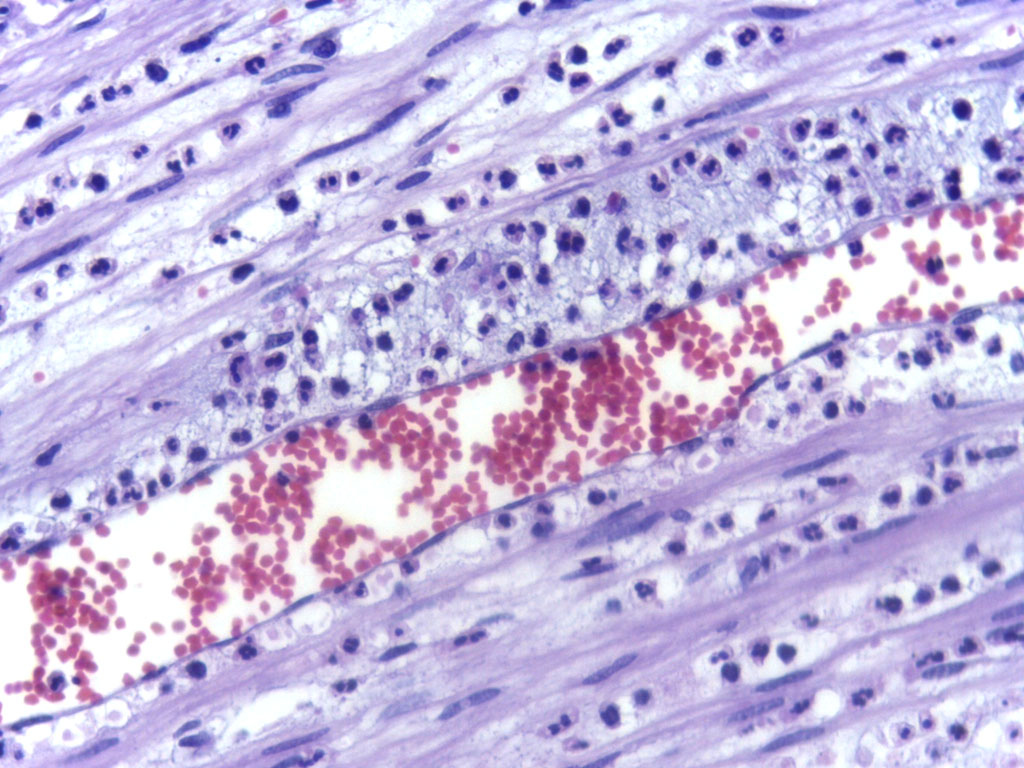
صورة مجهرية تكشف هجرة الكريات البيضاء، صبغة H&E.

تسرب كريات الدم البيضاء عادة ما يحدث في الأوردة ما بعد الشعيرات الدموية حيث تكون إجهادات القص للدم ضئيلة نسبياً. وتجري عملية التسرب في عدة خطوات، ألا وهي الانجذاب الكيميائي، والالتصاق المتدحرج، والالتصاق المحكم، والانسلال.